# Palais du Congrès national
Le palais du Congrès national (en portugais : Palácio do Congresso Nacional,,,,) est un édifice situé à Brasilia, inauguré en 1960, construit pour accueillir le Congrès national du Brésil. Il est conçu par l'architecte Oscar Niemeyer, avec une conception structurelle par l'ingénieur Joaquim Cardozo (pt). C'est l'un des trois bâtiments monumentaux qui composent la Place des Trois Pouvoirs, les autres étant le Palais du Planalto et le Tribunal suprême fédéral, également conçus par Niemeyer et Cardozo. Il est considéré comme le plus grand symbole de la capitale du Brésil, en plus d'être souvent désigné comme un symbole du pays lui-même, à l'étranger.

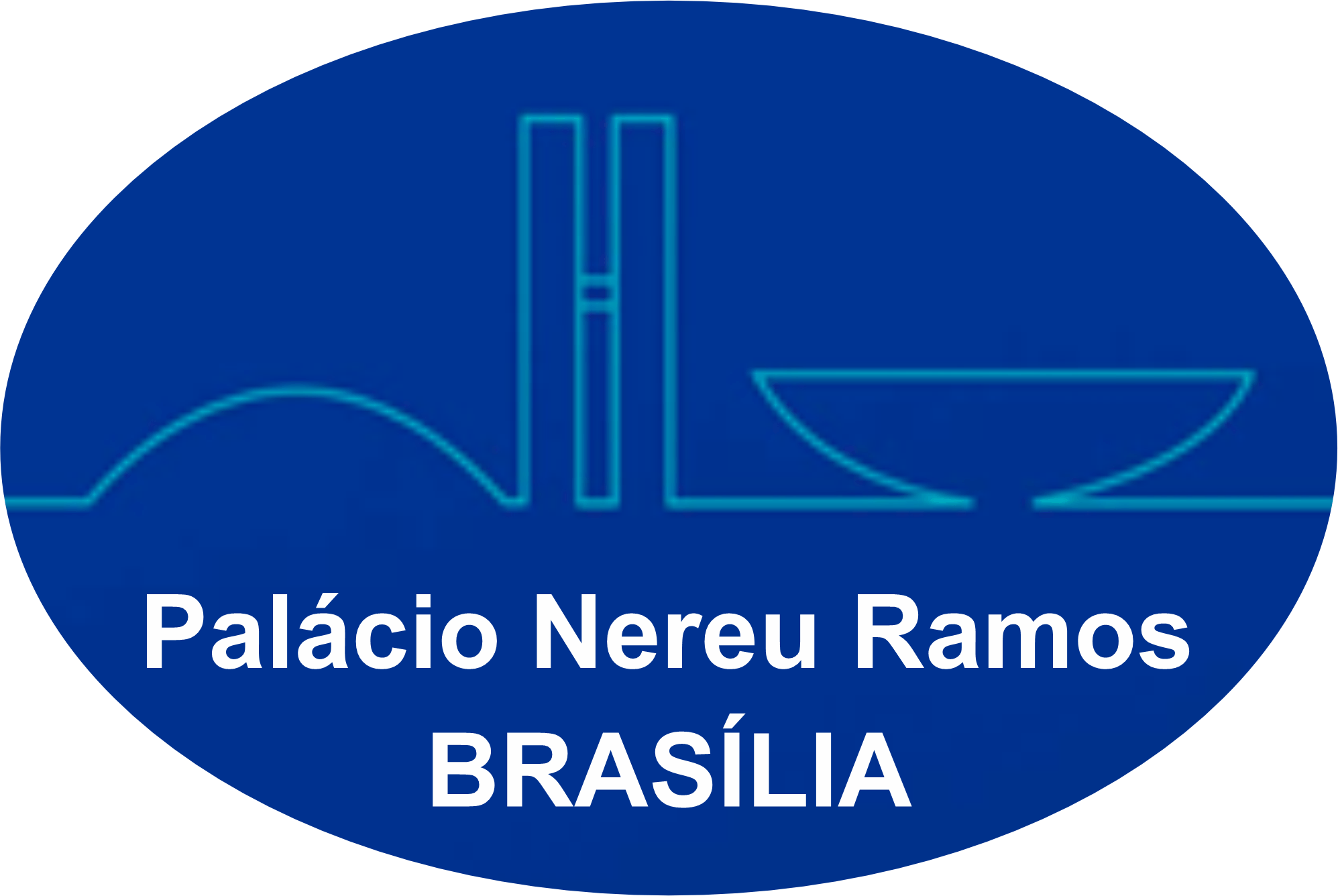
Logo.

Sur un bloc plateforme horizontal, on retrouve une aile à gauche (siège du Sénat fédéral), une aile à droite (siège de la Chambre des députés) et, entre les deux, des tours jumelles de bureaux (la soi-disant « Annexe 1 »), qui culminent à une centaine de mètres de haut. Le congrès occupe également d'autres bâtiments voisins, certains d'entre eux reliés par un tunnel.
Le bâtiment est implanté en continuité avec l'Axe monumental, avenue principale de la capitale brésilienne, telle que conçue par Lúcio Costa. En face se trouve une grande pelouse, utilisée par la population comme lieu pour des marches, des protestations et d'autres manifestations publiques. À l'arrière du bâtiment se trouve la Place des Trois Pouvoirs.

## Contexte de la construction

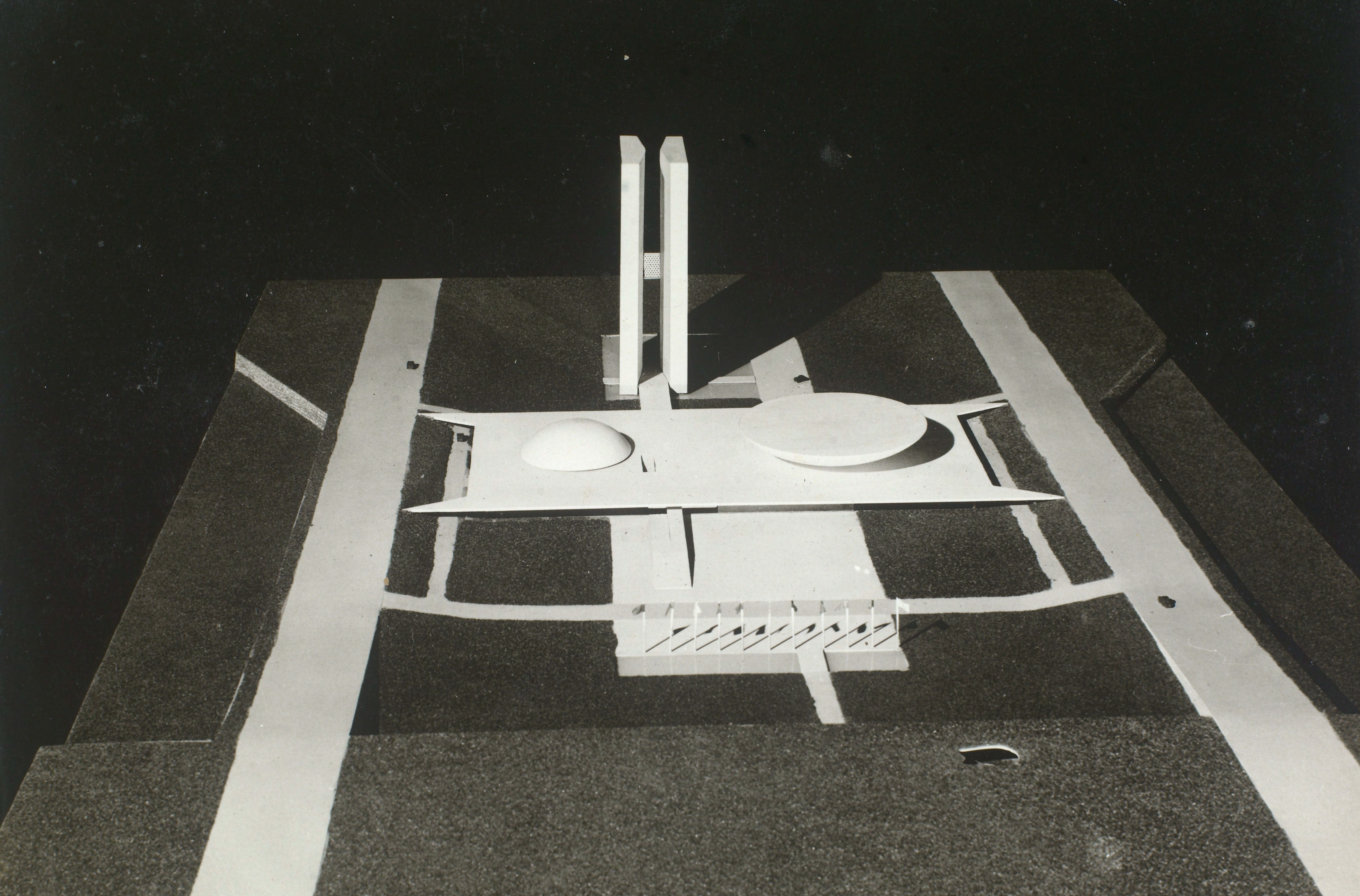
Maquette du palais du Congrès national. Il est visible que les tours ne sont pas entièrement rectangulaires.

Oscar Niemeyer reçoit du président de la République, Juscelino Kubitschek, la mission de concevoir les bâtiments publics les plus importants de la nouvelle capitale fédérale, dont le bâtiment du Congrès national. Contrairement à la manière dont les chambres travaillaient dans l'ancien district fédéral (pt), à Rio de Janeiro, où chacune possédait son propre bâtiment — la chambre haute, le Sénat fédéral, avait son siège au Palais Monroe (pt), et la chambre basse, la Chambre des députés, était au palais Tiradentes — à Brasilia, les deux seraient réunis dans un seul palais et de manière que les deux chambres maintiennent leur indépendance.
Lorsque le concours du plan pilote est terminé, le site du projet est défini et le projet gagnant, de Lúcio Costa, établi un point très important pour le bâtiment. Au point 9 du rapport de justification de son projet, Lúcio conçoit la place des Trois Pouvoirs comme un triangle où chacun des pouvoirs est à une extrémité de la place, le palais législatif étant au sommet. Il est également défini par le plan pilote de Lúcio Costa que la place soit plus haute que l'esplanade des Ministères et que le Congrès ait une façade dans chaque direction, face à la fois à l'esplanade et à la place des Trois Pouvoirs,,.

## Conception et construction

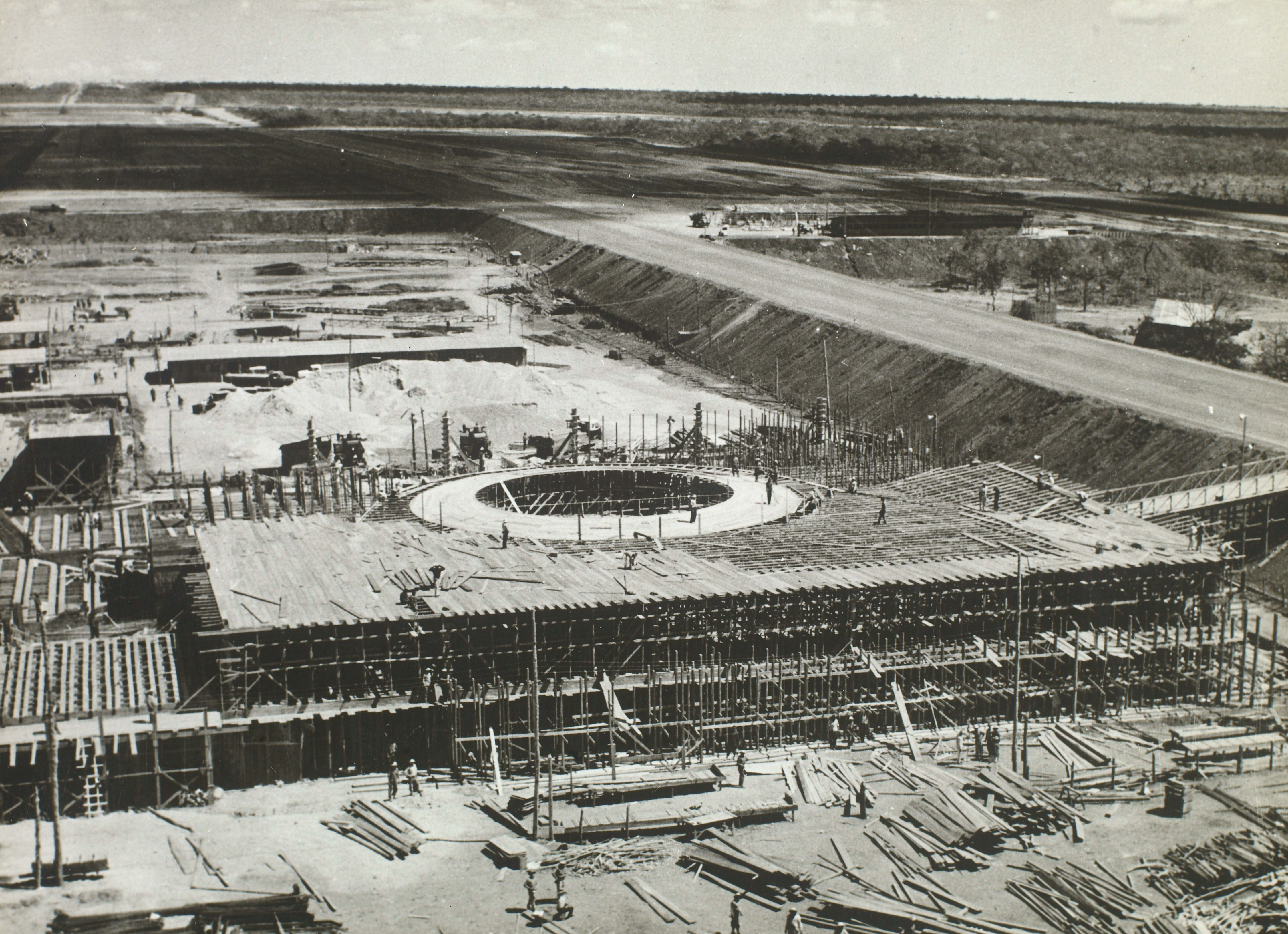
Les deux dômes ont une travée les reliant à leurs salles plénières respectives.

Les premières ébauches du bâtiment sont réalisées par l'architecte Oscar Niemeyer en 1957, peu de temps après la définition du projet de ville – certains travaux, comme le palais de l'Aurore, sont déjà en cours à l'époque. Le bâtiment principal abrite les chambres et les bureaux de soutien pour les sessions plénières. Deux tours de vingt-huit étages, appelées annexes, sont destinées aux services administratifs et aux bureaux. Le premier projet comporte quelques modifications, telles qu'une mezzanine pour le public lors des séances plénières, et comprend également un auditorium, abandonné par la suite. Ce qui est maintenu dans le bâtiment achevé est un jardin en pente sur la façade ouest, où aurait dû se trouver l'auditorium. Formellement, le bâtiment se distingue non seulement par sa position privilégiée par rapport aux deux autres palais de la place des Trois Pouvoir, mais aussi pour ne pas partager d'éléments formels avec le palais du Planalto ou le palais du Tribunal suprême fédéral, qui ont, par exemple, tous les deux des piliers similaires,,. À Brasilia, Niemeyer s'éloigne légèrement de la phase précédente de sa carrière, où, malgré le fait de suivre les préceptes modernistes, il est, comme beaucoup de ses collègues de l'Escola Carioca (pt), moins rigide que le style international, ajoutant des éléments qui font référence à l'architecture coloniale comme la diversité des matériaux et plus de courbes. Les courbes se poursuivent, mais beaucoup moins qu'avant : il veut trouver des solutions compactes, simples et plus géométriques, se souciant davantage des questions de hiérarchie et de caractère architectural et estimant que l'expression des bâtiments passerait par la structure elle-même. Pour ce faire, il s'appuie sur des ingénieurs en structure fiables. Joaquim Cardozo travaille avec l'architecte sur les principaux bâtiments de la capitale, dont le Congrès national, même à distance – en raison de son âge, l'ingénieur préfère rester à Rio de Janeiro,.

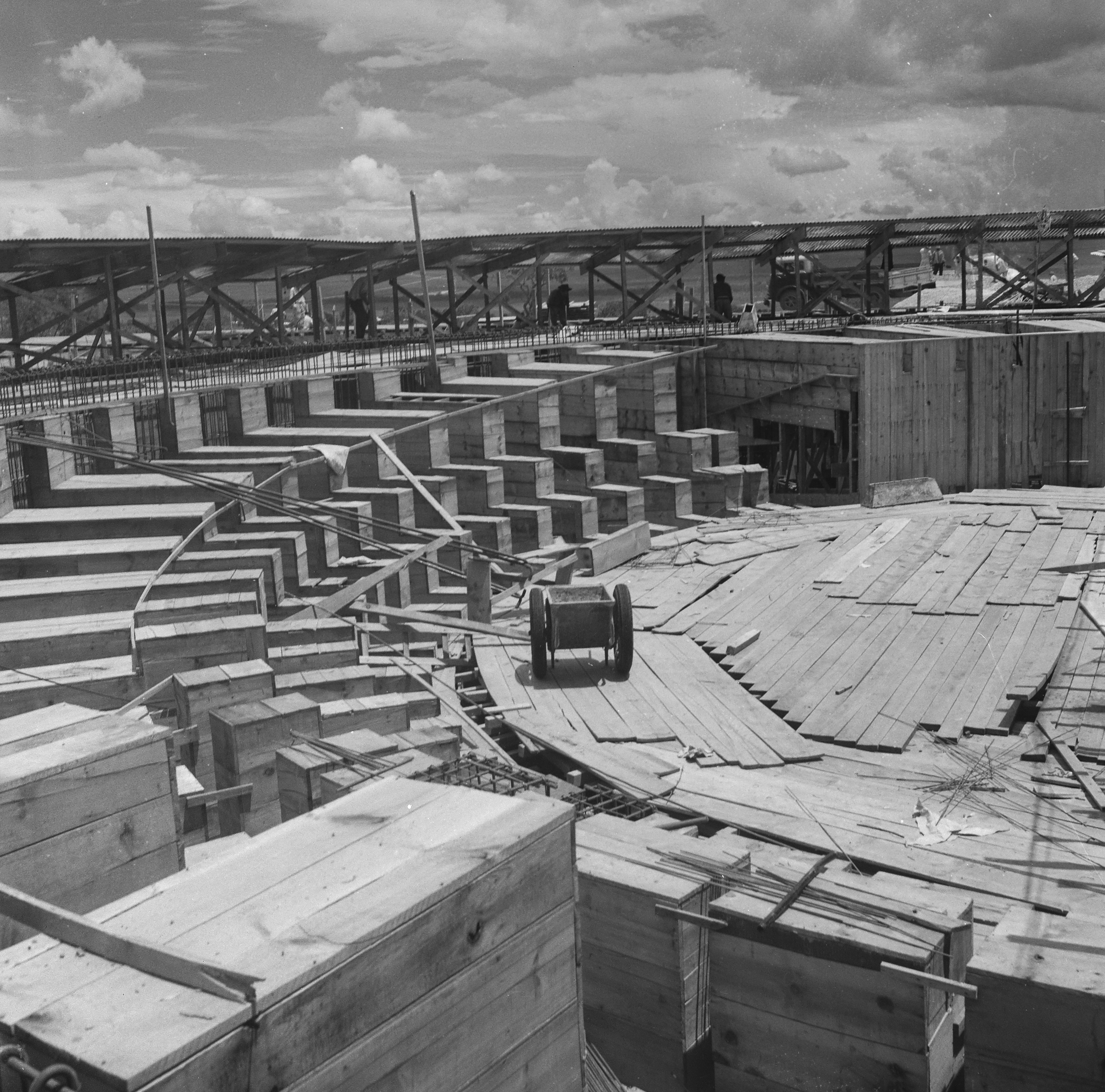
Dôme en construction en 1959. (Archives nationales)

À l'époque de la construction de Brasilia, l'architecte Oscar Niemeyer et l'ingénieur structurel Joaquim Cardozo cherchent à créer les formes courbes qui composent aujourd'hui le paysage de la capitale brésilienne. Niemeyer dessine les croquis du projet, envoyant les formes courbes à l'ingénieur, qui à la tâche d'effectuer les calculs mathématiques pour que la structure en béton supporte les formes lisses. L'objectif est de créer deux dômes distincts, avec un défi supplémentaire pour le dôme de la Chambre des députés, qui doit être simplement posé sur la dalle. De nombreuses heures de calculs et de réflexion sont nécessaires à Joaquim Cardozo pour trouver les équations qui ont résolu la présentation des tangences appropriées, qui ont permis aux lignes courbes lisses, créées dans l'esprit de l'architecte, de se matérialiser dans la construction.

« J'ai trouvé la tangente qui permettra au dôme de donner l'impression qu'il repose simplement sur la dalle. »

— Joaquim Cardozo, pour Oscar Niemeyer

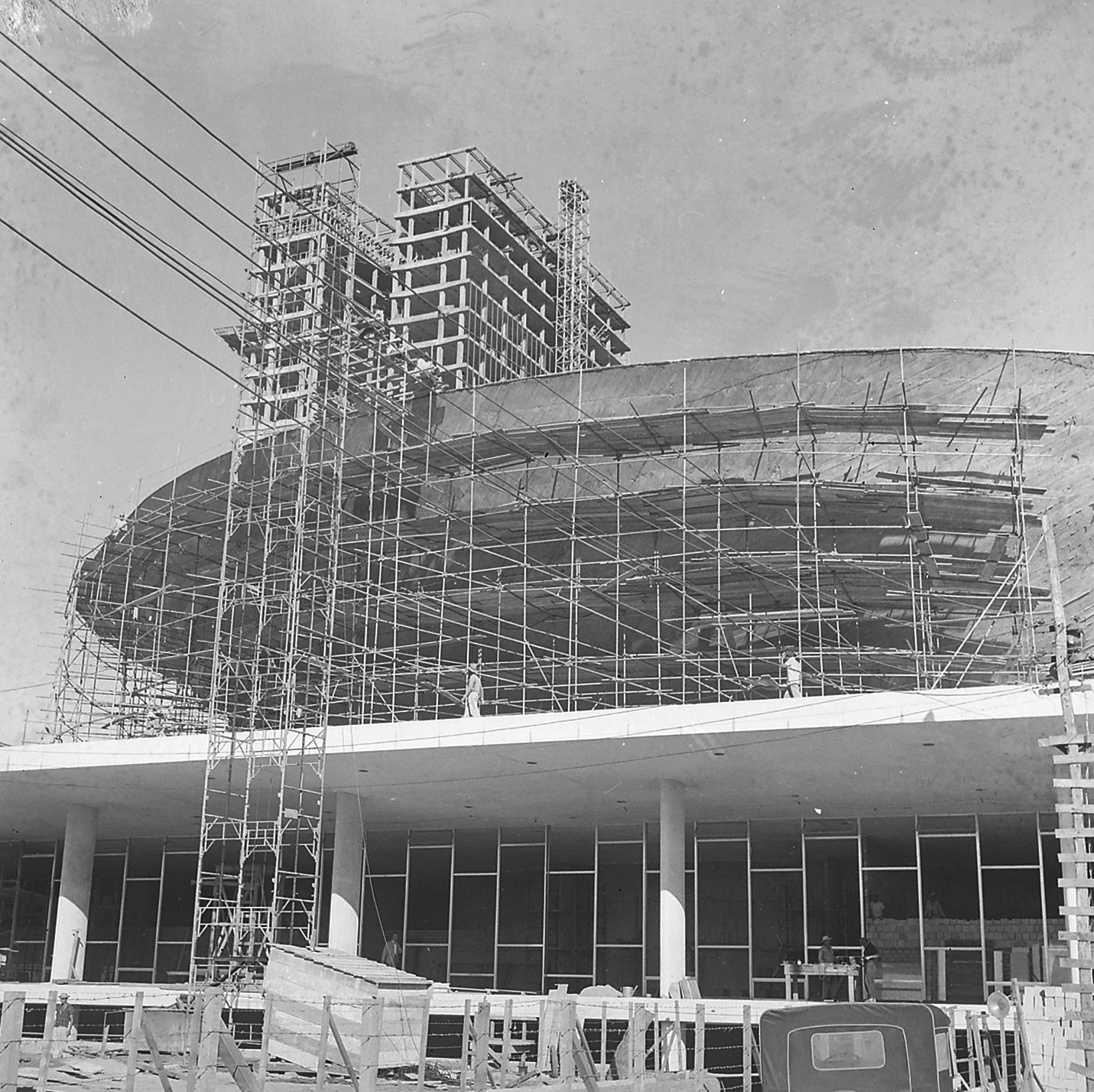
Construction de la Chambre des députés en 1959. (Archives nationales)

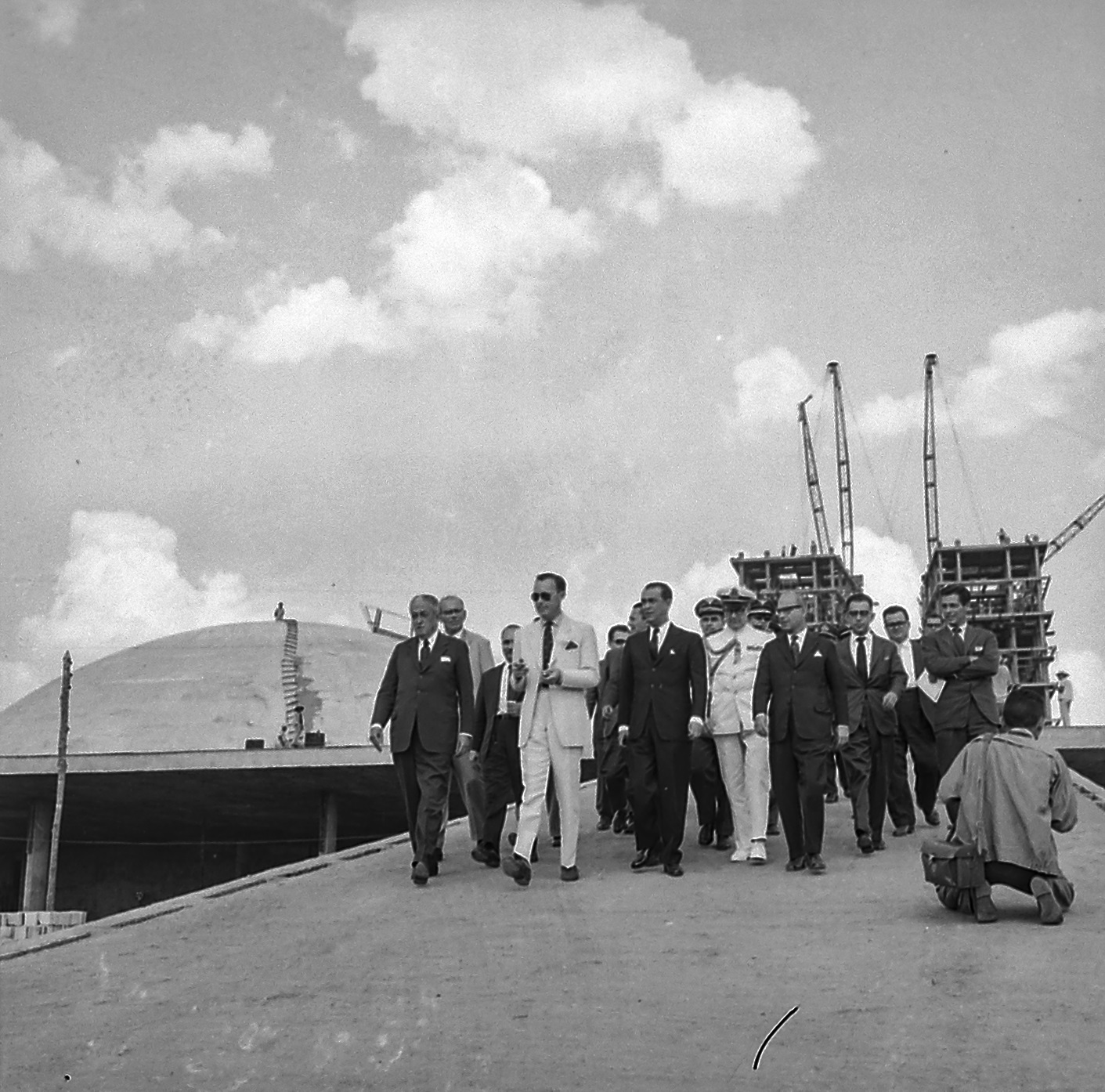
Juscelino Kubitschek visitant les travaux du Congrès national.

Joaquim Cardozo et Oscar Niemeyer sont dans un état dit « d'éveil créatif ». Cet état d'esprit se produit lorsque l'individu se met à plonger dans la recherche afin de donner la forme à ce qu'il veut créer. Tous deux cherchaient ce qu'ils considèrent comme la beauté traduite en formes courbes, représentées à la fois dans les images dessinées dans les croquis de l'architecte et dans les calculs de l'ingénieur. Ce travail collaboratif entre artiste et mathématicien est un exemple des processus de création dans le partenariat entre l'art et les mathématiques.

« L'architecture n'est pas une simple question d'ingénierie, mais une manifestation d'esprit, d'imagination et de poésie.

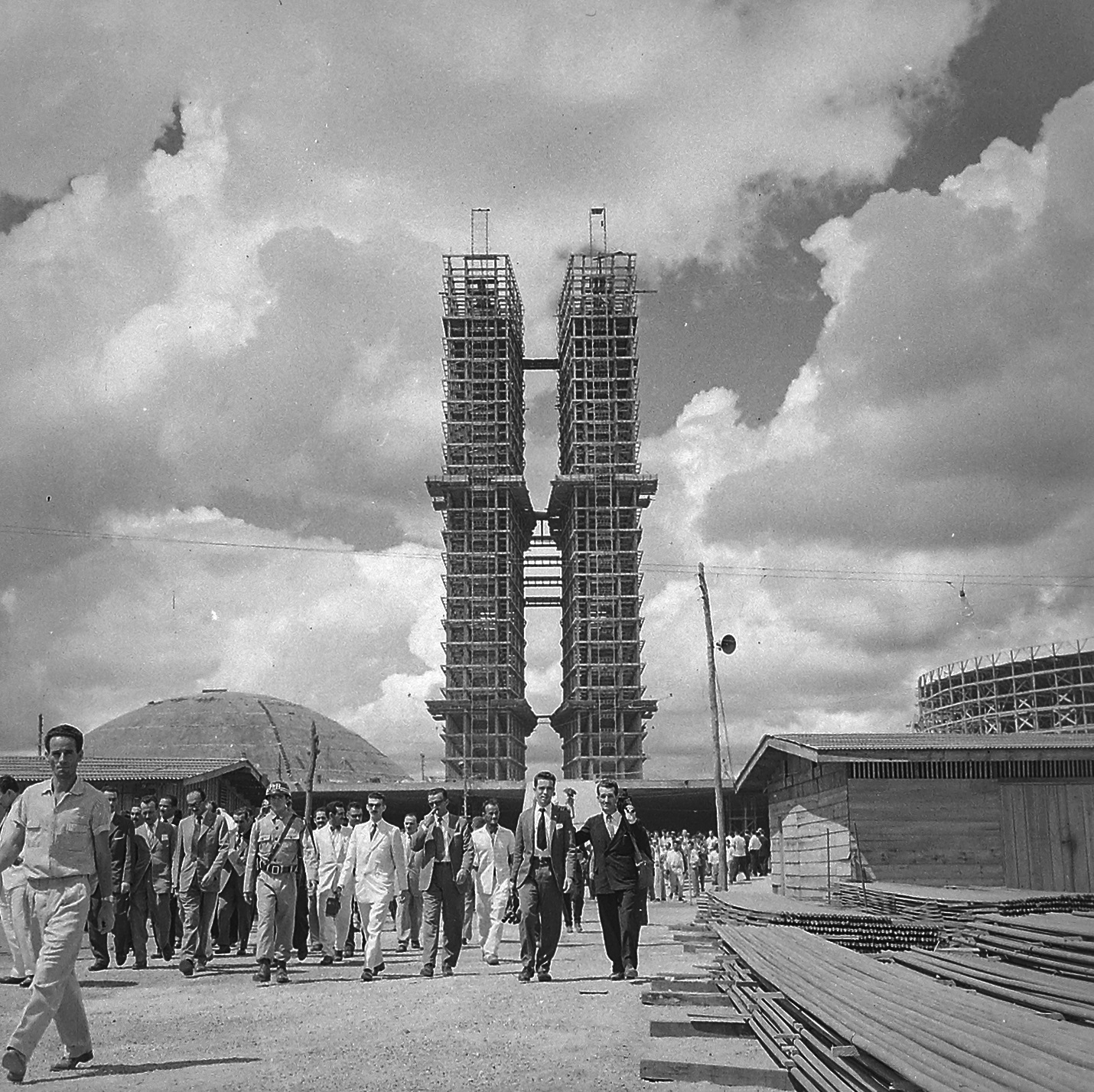
Les deux tours du Congrès national en construction.

Dans le palais du Congrès national, par exemple, la composition est formulée selon ce critère, les commodités de l'architecture et de l'urbanisme, les volumes, les espaces libres, l'opportunité visuelle et les perspectives et, surtout, l'intention de lui donner le caractère de la monumentalité, avec la simplification de ses éléments et l'adoption de formes pures et géométriques. De là, tout le projet du Palais et l'utilisation de la conformation locale se sont écoulés, afin de créer une esplanade monumentale au niveau des avenues qui la flanquent et sur laquelle fixer les coupoles qui le caractérisèrent hiérarchiquement.
Si j'avais étudié le palais dans un esprit académique, ou soucieux des critiques, et à la place de cette esplanade, qui en surprend plus d'un par sa grandeur, nous aurions une construction en hauteur.
…qui s'étend aujourd'hui en profondeur, au-delà du bâtiment, au-dessus de l'esplanade, entre les dômes, englobant la Place des Trois Pouvoirs et les autres éléments architecturaux qui la composent, s'additionnant plastiquement et rendant ainsi la perspective du complexe beaucoup plus riche et variée.
La coupole de la Chambre des députés nécessitait une étude minutieuse pour qu'elle ne puisse reposer que sur l'esplanade, c'est-à-dire sur le toit de l'édifice ;  il en est de même de cette dernière, dont le sommet est si fin que personne n'imagine constituer, à l'intérieur, la tribune du public qui relie les deux salles plénières.
À l'intérieur, le projet cherche à créer les grands espaces ouverts qui devraient caractériser un palais, en utilisant des éléments transparents pour éviter de les transformer en petits espaces.
La forme architecturale — même contraire aux principes structurels — est fonctionnelle lorsqu'elle crée de la beauté et se rend différente et innovante. »

— Oscar Niemeyer
En juillet 1957, le projet définitif était déjà finit. Cette nouvelle proposition modifie certains éléments de la proposition précédente, étant plus dense. Certains secteurs changent de place, et l'idée de la mezzanine est revue et transformée en salle de réception, qui se nommera plus tard le salon noir. En septembre, les projets exécutifs du bâtiment principal vont sur le chantier de construction. Bien que tout semble très rapide, le Palais du Congrès est le dernier des principaux palais à commencer les travaux. Les cadres des annexes et les projets compatibles avec les projets, charpentes et détails complémentaires sont réalisés en 1958, pendant l'exécution des travaux. Les détails se poursuivent jusqu'à l'inauguration du bâtiment.
Une autre personne de confiance d'Oscar Niemeyer l'architecte Nauro Esteves (pt), est le coordinateur des activités techniques des projets et en a même conçu certains, comme la Place de la municipalité (pt). Il lui appartient d'autoriser et d'apporter des modifications au projet initial, comme la dalle recouvrant le soubassement des séances plénières, modifiée en raison de la structure. Joaquim Cardozo fait également part de ses suggestions de modifications, comme le passage de tuyaux d'eau de pluie dans les piliers. Nauro autorise les modifications et dirige l'équipe des installations du bâtiment à Brasilia (telles que l'électricité et la plomberie), tandis que Joaquim calcul les structures à Rio de Janeiro.
Le Palais du Congrès national est inauguré à Brasilia le 21 avril 1960, lors de l'inauguration de la ville.

## Structure

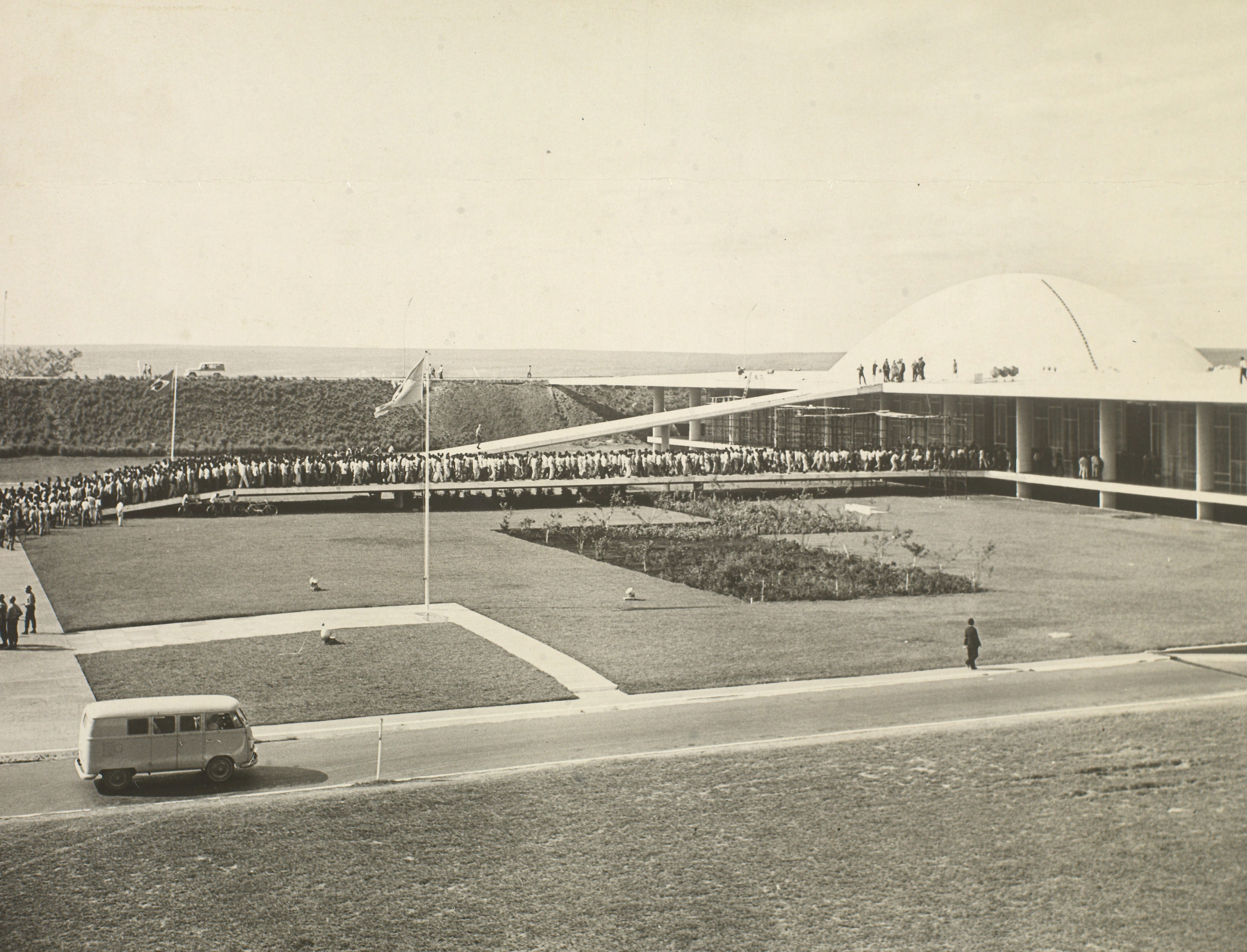
La rampe d'accès mène directement au salon noir. La rampe vers l'esplanade, où se trouvent les dômes, est généralement fermée.

### Bâtiment principal
Le bâtiment principal se compose de trois étages : un semi-enterré, un rez-de-chaussée et une terrasse.
Structurellement, il est formé de piliers elliptiques en béton armé, espacés sur un maillage de 10 par 15 mètres. Le bâtiment est recouvert, à l'extérieur, de marbre blanc. Les salles plénières sont deux volumes structurellement indépendants. La salle de la Chambre des députés, officiellement appelée salle Ulysses Guimarães, compte 396 sièges, soit moins que le nombre de députés fédéraux. Au-dessus se trouve une galerie pour l'accès des visiteurs. La salle du Sénat, quant à elle, compte 81 sièges, le même nombre de sénateurs.
Autour d'eux, les deux étages font face aux salles administratives et à diverses salons telles que le salon blanc et le salon noir. Le bâtiment présente plusieurs œuvres de grands artistes brésiliens, tels qu'Athos Bulcão (pt), Marianne Peretti, Alfredo Ceschiatti, Di Cavalcanti et Roberto Burle Marx,.
La partie supérieure, l'esplanade où sont posés les dômes, devait être une place ouverte, mais elle est généralement fermée pour des raisons de sécurité,,.

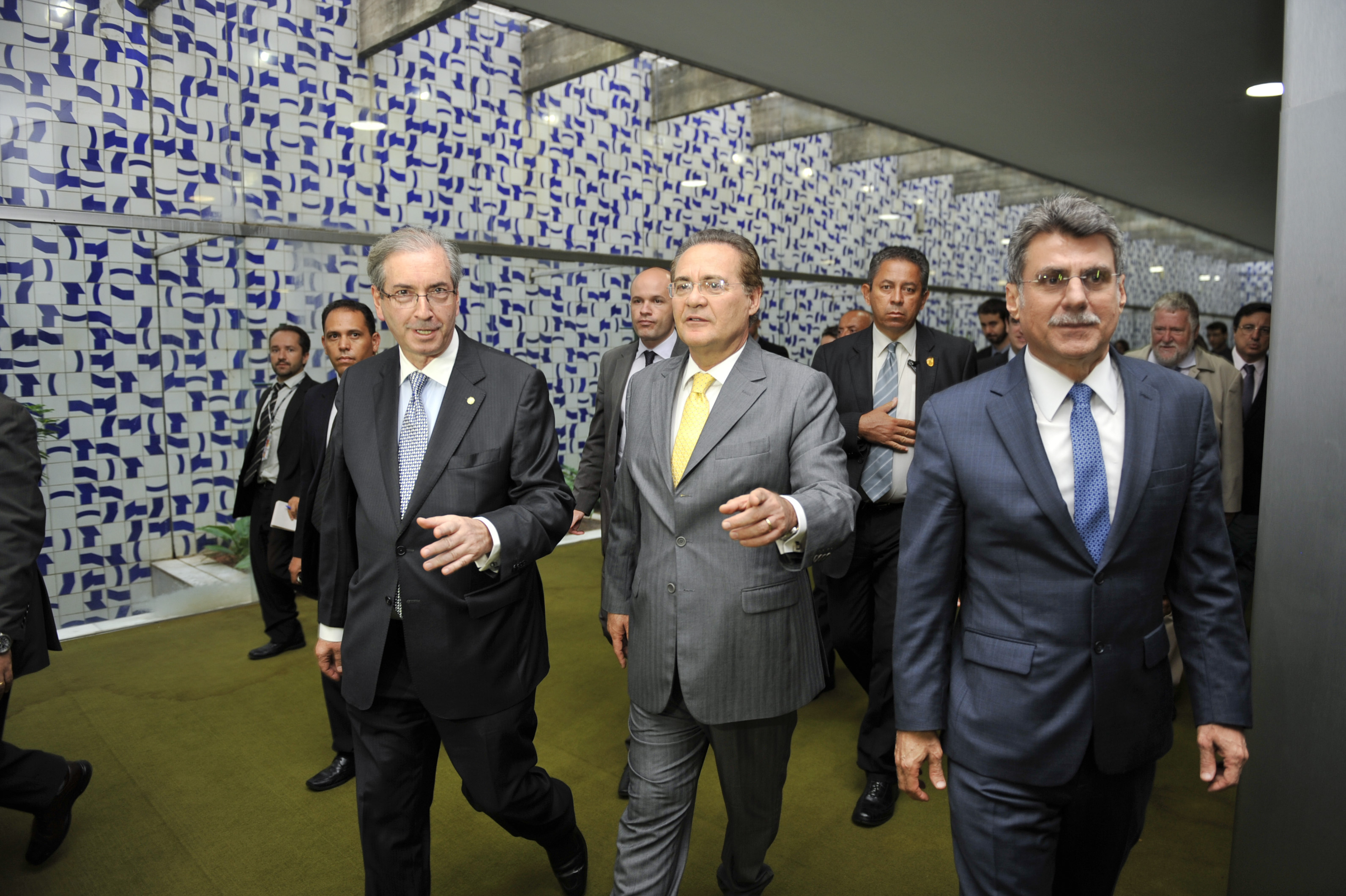
Le Salon vert est l'endroit où les journalistes rencontrent souvent les députés.

#### Salons
- Salon noir : avec une superficie de 1 100 mètres carrés, c'est l'accès commun aux deux salles plénières, accessible par la rampe d'accès principale. Il accueille également des expositions, des cultes œcuméniques et des manifestations politiques ou culturelles. Son sol en marbre noir donne son nom à l'endroit[13].
- Salon blanc ou chapellerie : entrée de travail du Sénat, qui est restée avec le surnom même après la désuétude des chapeaux. Comme la salon noir, son nom vient du sol en marbre, ici blanc.
- Salons nobles : un pour chaque chambre. Ce sont des lieux où les présidents de la Chambre et du Sénat reçoivent les chefs d'État ou de gouvernement qui visitent le bâtiment[13],[14].
- Salon vert : avec environ 2 000 mètres carrés, il fait face à la Chambre des députés et c'est là que les journalistes interviewent habituellement les parlementaires. Il permet l'accès à la salle plénière Ulysses Guimarães et au bureau du Président de la Chambre. Il dispose d'un jardin intérieur et des expositions de maquettes du bâtiment, d'œuvres d'artistes plasticiens et de la galerie des présidents de la Chambre. Son sol est recouvert d'un tapis vert, d'où le nom du salon[13].
- Salon bleu : l'équivalent du salon vert pour le Sénat, étant aussi le lieu où la presse s'adresse aux sénateurs et donnant également accès à la salle plénière et au bureau du Président du Sénat. On y trouve un endroit où il y a le drapeau de chaque état du Brésil. Il tire également son nom du tapis bleu qui recouvre le sol[14].

### Dômes
|                                        |  |                                                                  |
| La plénière Ulysses Guimarães en 1960. |  | Au-dessus, le plafond cache la partie où repose le dôme convexe. |

Les deux dômes sont des structures en coques de béton armé. Poétiquement, les coupoles qui font la marque de fabrique du bâtiment ne sont pas positionnées ainsi par hasard.
Le Sénat fédéral, qui se situe en contrebas du dôme concave, à gauche des tours, entend transmettre et faire prévaloir le reflet, la pondération, l'équilibre et le poids de l'expérience (puisque la durée du mandat des sénateurs est de 8 ans) à ceux que leur intérieur occupe ;  il peut également représenter le « sommet » le plus élevé du pays, étant celui qui validera les règles et les lois de la nation. La coupole du Sénat est un paraboloïde de révolution, d'environ 10 mètres de haut et 38 mètres de diamètre, d'une épaisseur de 10 cm au sommet et de 35 cm à la base. Il a une portée de 16 mètres pour le sol du Sénat - à l'intérieur, Athos Bulcão a ajouté un plafond avec 135 000 plaques de métal.
|                                   |  |                                            |
| Le dôme concave du Sénat fédéral. |  | Le dôme convexe de la Chambre des députés. |

La coupole convexe en forme de cuvette, tournée vers le haut, à droite des tours, située au-dessus de la Chambre des députés, est plus grande et plus ouverte. Symboliquement, son vaste sommet est ouvert à toutes les idées et idéologies, tendances, désirs et opinions qui composent le peuple brésilien, représenté à l'intérieur du bâtiment par les députés. Structurellement, c'était beaucoup plus difficile pour Joaquim Cardozo, ayant les mêmes 10 mètres de haut que le dôme du Sénat, mais avec 62 mètres de diamètre. C'est un ellipsoïde de révolution et sa portée de 22 mètres pour la Chambre fait que la structure ne repose que sur les bords de la travée. Pour relever le défi, le toit du dôme convexe a été réalisé avec une coque sphérique encastrée,,.

#### Les tours (Annexe I)

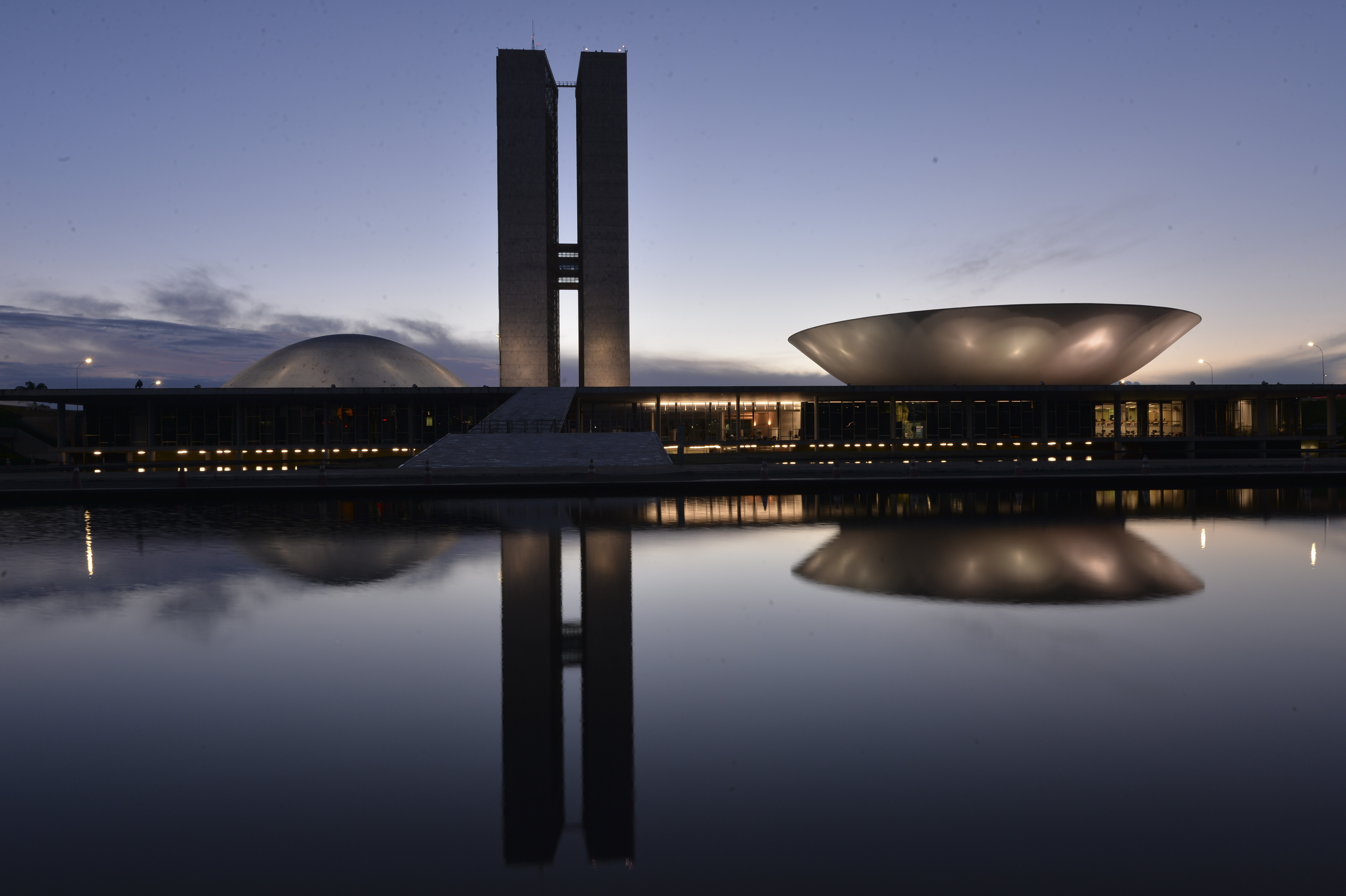
Le Congrès national au crépuscule.

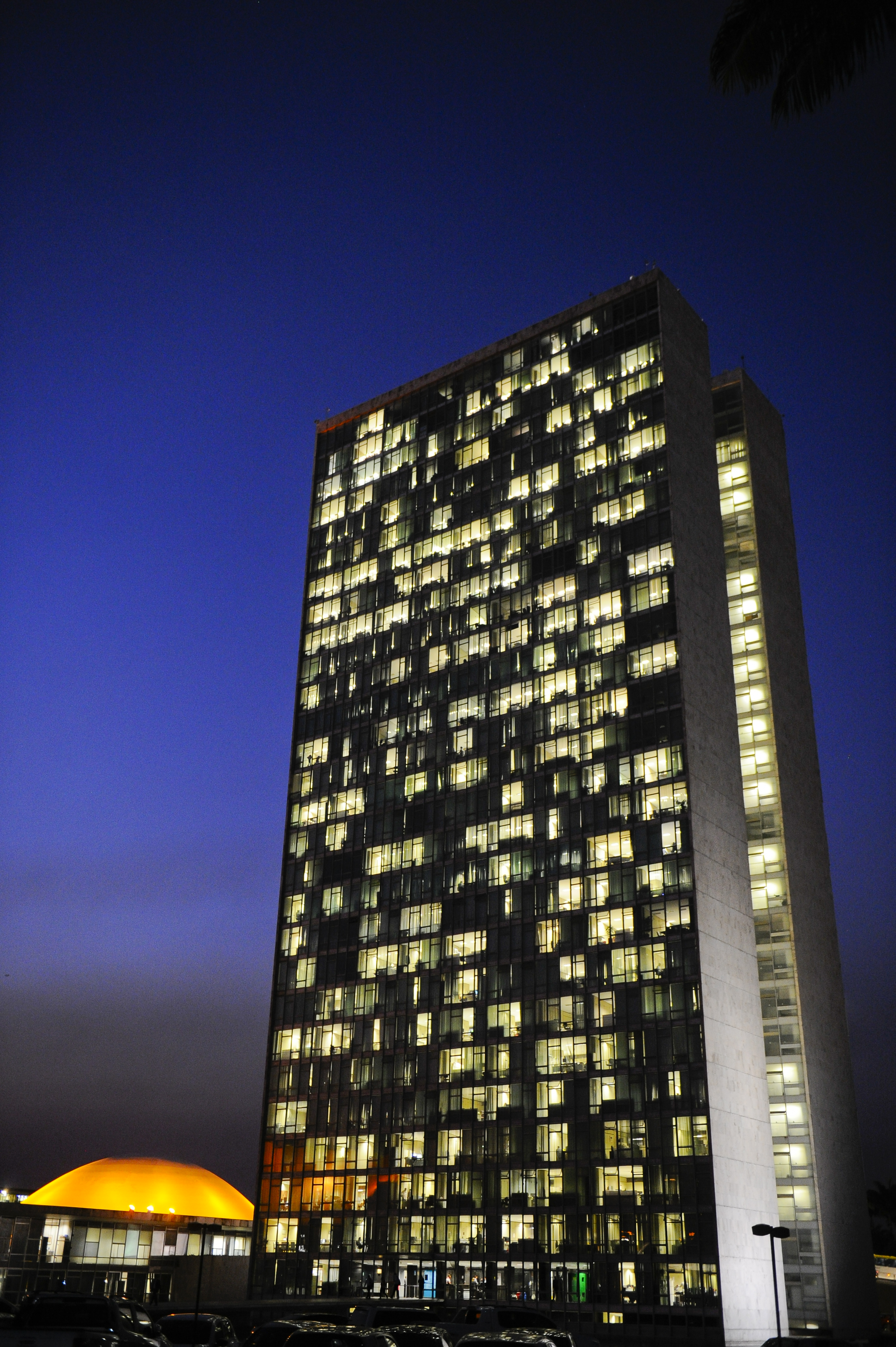
Les tours du Congrès la nuit.

Le Palais du Congrès est composé deux tours de bureaux de 28 étages, chacune de 45 mètres de long, 10,5 mètres de large sur les façades fermées — orientées est et ouest — et 12,25 mètres de large au centre. Ce sont les bâtiments les plus hauts de l'esplanade et l'un des plus hauts du Plan pilote. Ils ne sont pas exactement au centre du bâtiment, étant plus proches du dôme du Sénat, qui est plus petit, pour transmettre un sentiment d'équilibre dans l'ensemble. La structure est composée de piliers et de poutres en acier revêtues de béton, avec des doubles dalles. La structure a permis aux façades de fonctionner presque indépendamment, accélérant les travaux. Les murs est et ouest sont entourés de maçonnerie et de marbre blanc. Les poutres en acier provenaient des États-Unis, car le pays n'était pas en mesure de produire assez rapidement.
Contrairement à ce que beaucoup pensent, les tours ne sont pas des rectangles parfaits : les façades qui se font face sont formées de deux faces diagonales discrètes, au point qu'elles ressemblent presque à une seule face. Chaque tour abrite une des annexes des chambres, qui sont appelés l'annexe I de la Chambre et l'annexe I du Sénat. Les deux chambres ont d'autres bâtiments annexes de l'autre côté de l'Axe Monumental pour les bureaux des députés et des sénateurs, des commissions et autres.

### Invasion de la place des Trois Pouvoirs

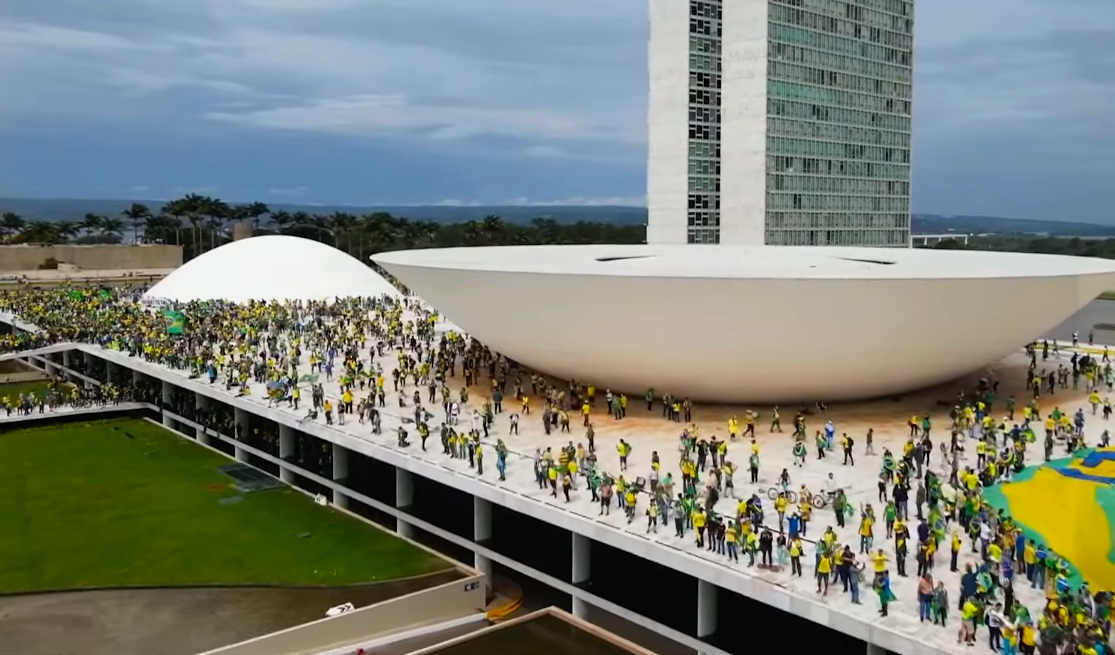
Manifestants sur le toit du Congrès national, surplombant la place des Trois Pouvoirs.